# Юнгер Бела Германович
Юнгер Бейло Германович (*24 серпня 1922, Сігету-Мармацієй (Марамарошсігет), Румунія — †27 жовтня 1992, Київ, Україна) — угорець, радянський український письменник, казкар, сценарист.

## Життєпис
Народився 24 серпня 1922 року в угорському містечку Марамарошсігет (рум. Сігету-Мармацієй), яке на той час згідно з положеннями Тріанонського мирного договору від 1920 року зі складу Угорського королівства було передано до Румунії. Його батько Герман Юнгер був одним із перших автомобільних механіків у місті. Батьки матері, Маргарити Юнгер, уродженої Кормош, були селяни. З самого дитинства в душі хлопчика жили казки угорського села і сувора правда провінційного містечка. Творчі здібності проявилися дуже рано: він співав у хорі румунської православної церкви, був режисером і актором театру, який сам організував разом із друзями. Після смерті батька залишив сім'ю, щоб самостійно заробляти на життя копачем криниць, був учнем кравця. Романтична вдача і прагнення справедливості привели його до нелегальної молодіжної організації. Наприкінці 1930-х років емігрував до СРСР. Під час переправи через річку Прут його документи були втрачені. Щоб якнайшвидше розпочати доросле життя, він, уже перебуваючи в СРСР, змінив рік свого народження на 1920. Працював у шахтах Донбасу. В 1943 році у складі інтернаціонального загону брав участь в обороні Сталінграду. В 1945 році потрапив до Києва, де працював перекладачем у таборі для угорських та румунських військовополонених. Після завершення Другої світової війни залишився в Києві, прийняв радянське громадянство, одружився. В 1946 році народився син Віктор, у 1956 році — син Михайло.
Працював у Комітеті кінематографії при Кабінеті Міністрів України на посаді редактора.
Член Спілки письменників СРСР та Спілки кінематографістів України.
Помер у Києві 27 жовтня 1992 року.
Похований на Берковецькому кладовищі в Києві.

## Творчість
У 16 років Б.Юнгер написав своє перше оповідання про долю хлопчика, який залишився сиротою. Перші публікації з'явилися вже в Києві в 1950—1951 роках. Брав участь у роботі гуртка молодого автора при Спілці письменників України. У 1951 році СПУ дала йому рекомендацію до вступу до Літературного інституту імені Максима Горького в Москві. В Літінституті навчався на відділенні драматургії, де його творчим керівником був Б. С. Ромашов. Познайомився і товаришував з Євгеном Євтушенком і Беллою Ахмадуліною.
Закінчив Літінститут у 1957 році. Дипломною роботою була п'єса-казка за угорськими мотивами «Біла троянда», яка була поставлена в 1956 році в Театрі юного глядача міста Свердловська.
В 1958 році взяв участь у Всеукраїнському конкурсі молодих драматургів із п'єсою «Каштани палають», присвячену угорській революції 1956 року. П'єса отримала диплом другого ступеня, але через відмову автора виконати вимоги цензури щодо внесення змін до тексту, до постановки у театрах рекомендована не була. З різних причин не отримали свого сценічного втілення ціла низка п'єс драматурга: «З неба зіронька упала» (1963), «Карати чи помилувати?» (1968), «Світла, ніжна» (1987), «Дар небесний» (1992). Враховуючи невдачі своїх п'єс для драматичних театрів, Б.Юнгер повністю присвятив себе написанню казок. Публікувався в журналах «Барвінок», «Малятко», «Піонерія». Писав російською мовою.
Протягом 1960-1980-х років вийшла низка збірок казок та п'єс для театру: «Золотий горішок» (1962), «Біла троянда» (1972), «Улыбнись, малыш!» (1980), «Золотая лилия» (1988). Казки у прозі представлені у збірці «Дубовые листья» (1963).
П'єси-казки Б. Юнгера позначені тактовним поєднанням казковості та дидактичності, що робить їх незамінними в процесі виховання дитини. Деякі з них, зокрема «Улыбнись, малыш!», нагадують філософські притчі і спрямовані до серця не лише дітей, а й дорослих.
Однією з кращих оцінок творчості Б.Юнгера можна вважати рецензію відомого театрального критика Олекасандра Соломарського. Зокрема, він писав: «Драматургу вдалося досягти органічного поєднання реальності з елементами фантастики», що дає поштовх уяві дитини. «Його твори зачаровують душевною теплотою, поетичністю, ясністю думок, емоційною виразністю».
Співавтор сценарію фільму «Їх знали лише в обличчя» (1966).